# 신호 대 잡음비
신호 대 잡음비(영어: signal-to-noise ratio, SNR, S/N)는 다음과 같이 정의된다.
{\displaystyle SNR={{P_{s}} \over {P_{n}}}}
여기서 {\displaystyle P_{s}}와 {\displaystyle P_{n}}은 각각 신호의 전력과 노이즈의 전력에 해당한다. 노이즈 전력 대비 신호 전력의 세기를 봄으로써 상대적인 신호 전력 크기를 나타내기 위함이다. 이는 통신 시스템의 성능이 절대적인 신호 전력이 아닌 노이즈 전력 대비 신호의 전력으로 결정되기 때문이다. 통신 시스템의 성능에는 최대 달성 용량인 채널 용량, 신뢰성을 나타내는 오류율 그리고 얼마나 자연스럽게 전달되는지 지연율 등이 있다.

## 다른 표기
문헌에 따라서 SNR 또는 S/N이라 표기한다. 어떤 문헌에서는 단위가 없는 값을 SNR 또는 S/N이라고 표기하고 데시벨로 나타낸 값은 SNRdb 또는 S/Ndb라 표기한다. 또 다른 문헌에서는 SNR 또는 S/N 자체가 데시벨로 나타낸 값이기도 하다.

## 같이 보기
- 노이즈[2]
- 반송파 대 잡음비(CNR or C/N)
- 신호 대 간섭비(SIR or S/I)